# Italian International 2007
Die Italian International 2007 im Badminton fanden vom 11. Dezember bis zum 14. Dezember 2007 in Rom statt.

## Sieger und Platzierte
| Disziplin    | Gold                                 | Silber                                  | Bronze                              |
| ------------ | ------------------------------------ | --------------------------------------- | ----------------------------------- |
| Herreneinzel | Sho Sasaki                           | Andrew Dabeka                           | Dicky Palyama                       |
| Herreneinzel | Sho Sasaki                           | Andrew Dabeka                           | Wu Yunyong                          |
| Dameneinzel  | Juliane Schenk                       | Sara Persson                            | Kanako Yonekura                     |
| Dameneinzel  | Juliane Schenk                       | Sara Persson                            | Kaori Mori                          |
| Herrendoppel | Carsten Mogensen Mathias Boe         | Yonathan Suryatama Dasuki Rian Sukmawan | Khankham Malaythong Howard Bach     |
| Herrendoppel | Carsten Mogensen Mathias Boe         | Yonathan Suryatama Dasuki Rian Sukmawan | Ingo Kindervater Kristof Hopp       |
| Damendoppel  | Anastasia Russkikh Ekaterina Ananina | Valeria Sorokina Nina Vislova           | Elin Bergblom Johanna Persson       |
| Damendoppel  | Anastasia Russkikh Ekaterina Ananina | Valeria Sorokina Nina Vislova           | Natalie Munt Joanne Nicholas        |
| Mixed        | Alexandr Nikolaenko Nina Vislova     | Vitaliy Durkin Valeria Sorokina         | Stilian Makarski Diana Dimova       |
| Mixed        | Alexandr Nikolaenko Nina Vislova     | Vitaliy Durkin Valeria Sorokina         | Ingo Kindervater Kathrin Piotrowski |